# Muralla de Medina del Campo
La muralla de Medina del Campo, correspondiente último tercio del siglo XII, está situada en dicho municipio vallisoletano, Castilla y León (España). Rodeaban el primer enclave de población y fortaleza existente en el cerro de la Mota.

## Historia

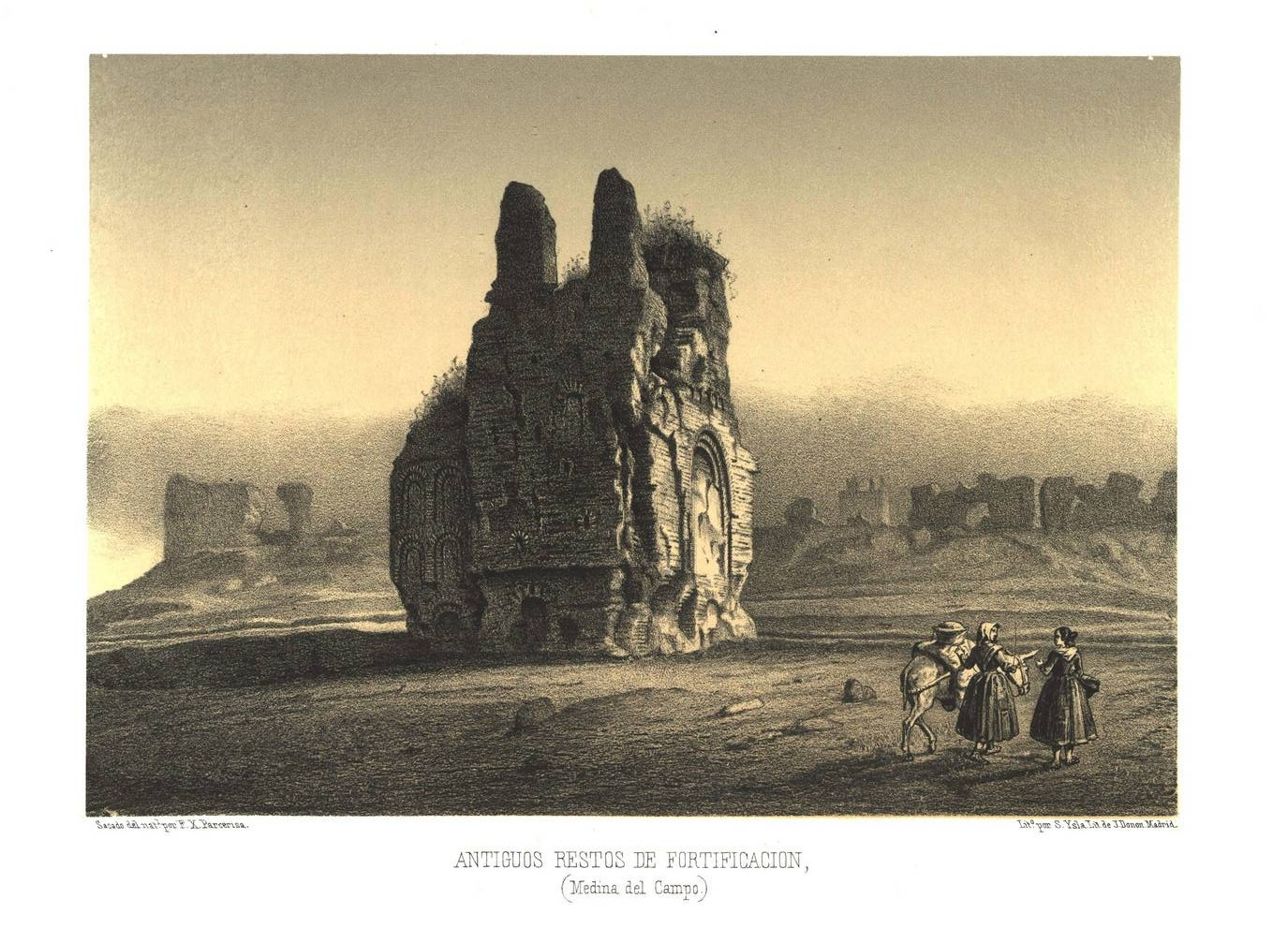
Dibujo de los restos de una fortificación en Medina del Campo, publicada en el año 1861

El castillo fue ampliado en la segunda mitad del siglo XV, en los reinados de Enrique IV y los Reyes Católicos.
Su acceso es a través de un puente (en otra época levadizo), en el arco de entrada está el escudo y emblemas de los Reyes Católicos

## Galería

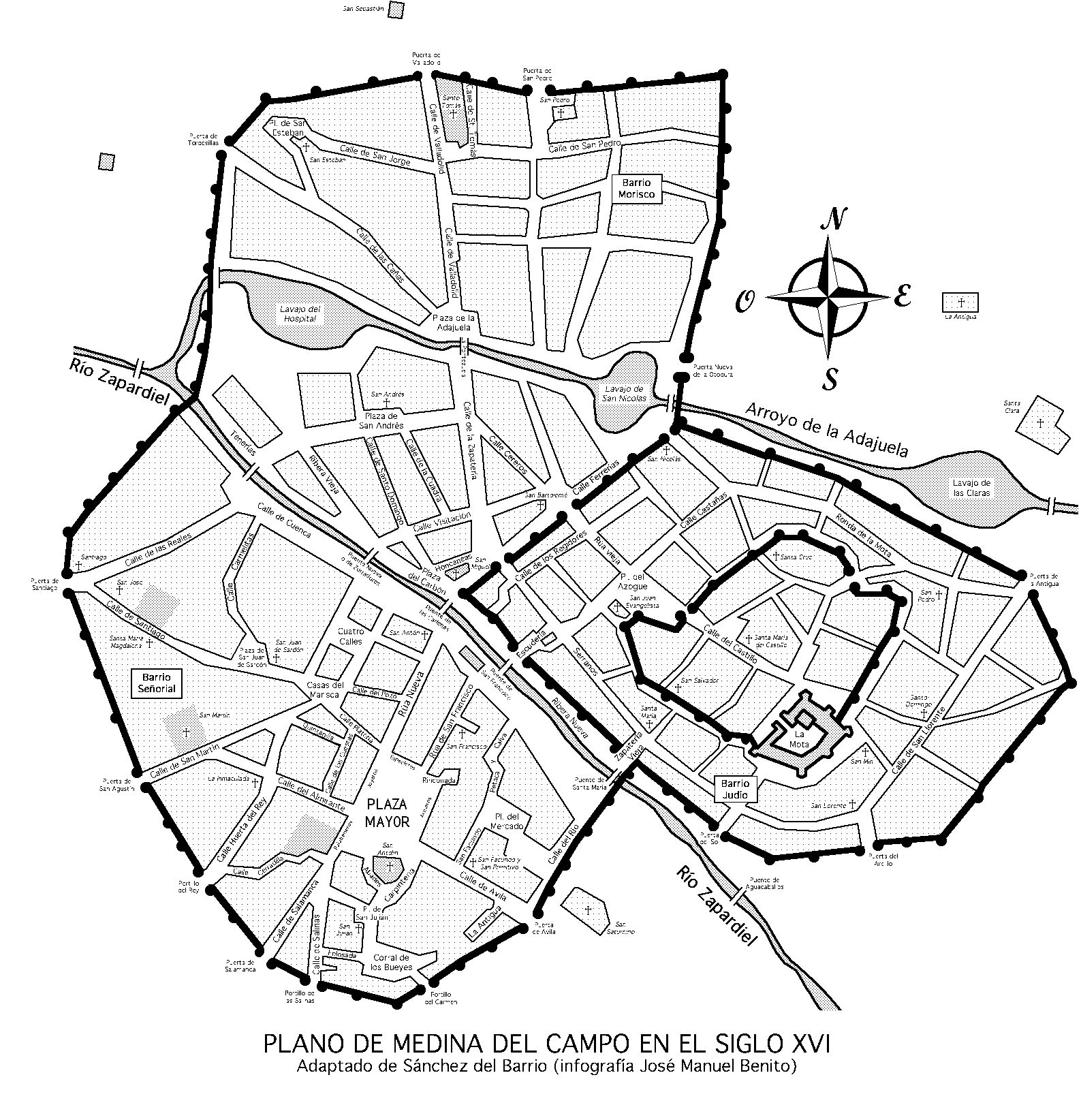
Plano de Medina del Campo tal como sería en el siglo XVI.